# استفان شیمر
استفان شیمر (انگلیسی: Stefan Schimmer؛ زادهٔ ۲۸ آوریل ۱۹۹۴) بازیکن فوتبال اهل آلمان است.